# 31 FAM
31 FAM es un grupo catalán de música urbana en catalán, castellano e inglés que mezcla géneros como el trap, reggaeton, dancehall y R&B. Está formado por seis integrantes: Kid Pi (Eduard Freixas), Joey C (Joel Cosp), Lil Didi (Dídac Serra), Bandam (Ferran Vilalta), Koalekay (Alex Gil) y AAA (Álex Sánchez).

## Trayectoria
El grupo se forma en Sabadell, ciudad natal de los seis integrantes. En septiembre de 2017 colgaron en redes sociales su primer sencillo «Fashos de Cen», seguido de «Magdalenes».
En 2018 publicaron la canción «Sincero», que se viralizó rápidamente consiguiendo un millón de reproducciones en la plataforma Youtube en poco tiempo.
En noviembre de 2018 firmaron con la discográfica Picap y el sello Delirics. El 12 de abril de 2019 publicaron su primer disco TR3TZE, que incluye 13 canciones entre las que se encuentran los singles «Ferran Adrià» y «Valentina». Ese verano empezaron una gira de presentación del disco por Catalunya que empezó en la sala Razzmatazz de Barcelona.

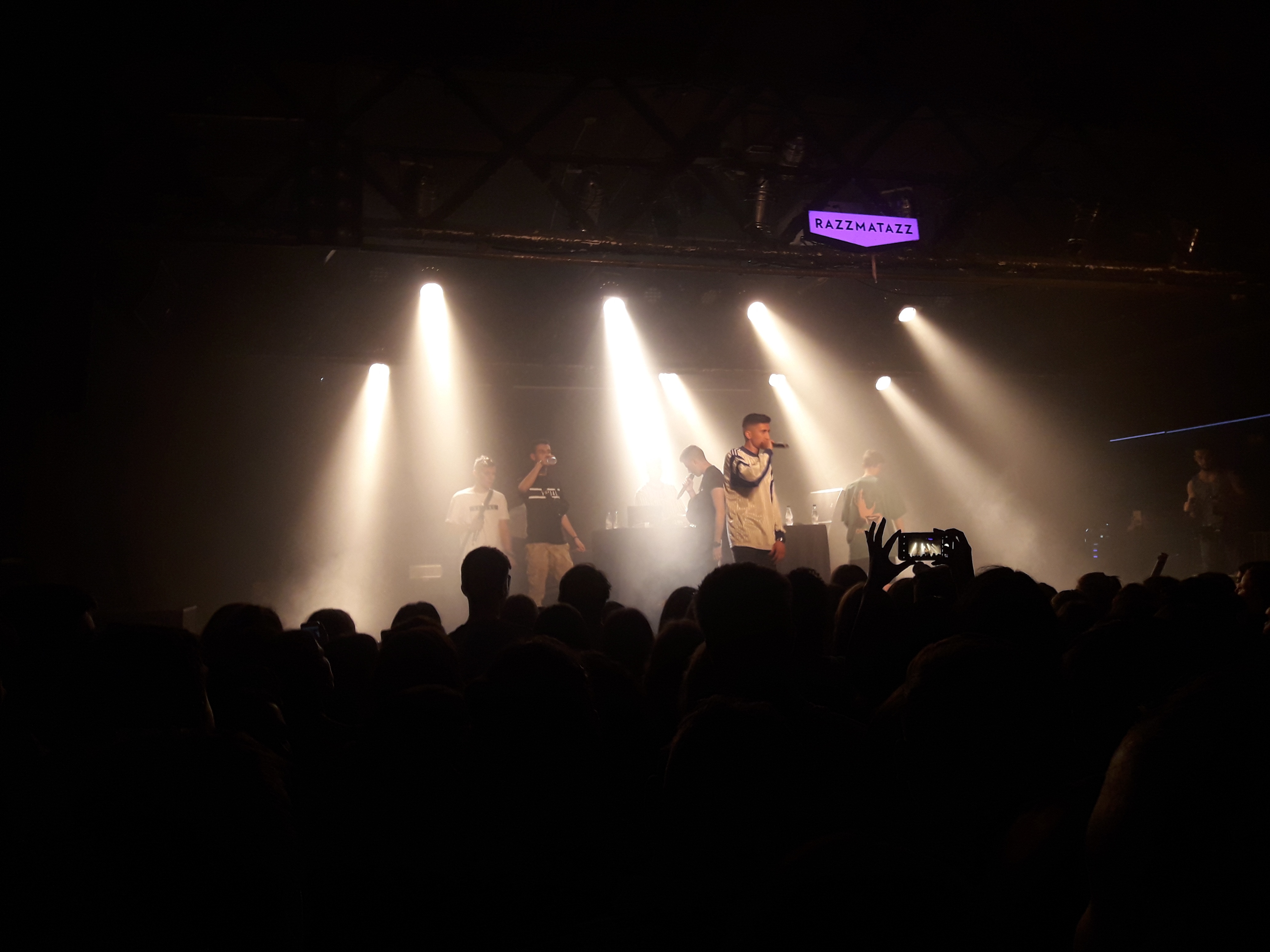
31 FAM presentando Trece en la sala Razzmatazz

En 2020 sacaron su segundo trabajo de estudio llamado Valhalla Vol.1, una mixtape con 8 canciones. El disco incluye canciones populares en su discografía como «Balada 17» y «Te gusto». Debido a la pandemia por COVID-19, tuvieron que cancelar la gira de más de 100 conciertos de presentación del álbum previstos. Sin embargo, durante el verano de 2020 siguieron produciendo canciones y sacando sencillos como «Un Plan B», «Des del Dia 1» y «El nostre últim ball».
El 9 de abril de 2021 salió a la luz su tercer álbum, Jet Lag, con 16 canciones y diversas colaboraciones con artistas del panorama musical catalán. Con el álbum, que incluye uno de los grandes éxitos del grupo «Nens del Barri», volvieron a los escenarios tras el parón de espectáculos culturales debido a la pandemia por Covid-19. De su gira destaca la participación en festivales como el Límbic de Tarrasa, el Cruïlla de Barcelona, o el Festival Ítaca celebrado en Palafrugell. Además realizaron una extensa gira de fiestas populares de Cataluña entre las que cabe resaltar la Fiesta Mayor de Vilafranca, Barraques de Reus o en el multitudinario concierto por las Fiestas de la Mercè de Barcelona en la Playa del Bogatell.
En marzo de 2023 publican su cuarto disco Bona Fe, álbum de 10 canciones que presentaron con entradas agotadas en las míticas salas de Cataluña La Mirona (dentro de la programación del Festival Strenes) y Razzmatazz (dentro del Festival Cruïlla).  Ese mismo verano formaron parte del cartel de festivales como el Arenal Sound, el Canet Rock, o el Festival Porta Ferrada entre otros.
En octubre de 2023, tan solo siete meses después de sacar su último álbum, publican el disco X Si ens veiem en una altre vida, esta vez autoeditado tras dejar la discográfica Delirics con la que habían estado trabajando desde sus inicios. El trabajo cuenta con catorce canciones entre las que destacan los dos sencillos «Septiembre» y «Al Cantu», y colaboraciones con artistas como Mushkaa y Good Jan.
La presentación en directo del disco fue en el Sant Jordi Club de Barcelona con las entradas agotadas y ante 3500 personas. Tras ese primer concierto, el grupo se embarcó en una gira de conciertos que les llevó a tocar en el Festival Cruilla Barcelona, en el Canet Rock, en el Festival White Summer de la Costa Brava, el Festival Terramar de Sitges, o el Festival Observa de Sabadell. Asimismo, el grupo recorrió el territorio catalán participando en las fiestas de diversos pueblos y ciudades, como Las Santas de Mataró, Barraques de Roses, o las Fiestas de Badalona entre muchos otros.
El 24 de abril de 2025, el grupo publica su sexto disco, el segundo autoeditado llamado R31. Tal y como han expresado en diversas entrevistas los miembros del grupo, R31 es un disco conceptual que quiere recrear la programación de una radio musical durante todo el día. La presentación del disco fue en la Sala Razzmatazz de Barcelona con entradas agotadas en un concierto que contó con los artistas invitados Mushkaa, Flashy Ice Cream, Maig y Ven'nus.

## Discografía

### Álbumes
- TR3TZE (2019)
- Valhalla (Vol.1) (2020)
- JETLAG (2021)
- BUENA FE (2023)
- X SI NOS VEMOS EN OTRA VIDA (2023)
- Nadal Mix 2023 (Luup Records, 2023)
- R31 (2025)

### Sencillos
- Fashes de Cen (2017)
- Sincero (2018)
- Magdalenas (2018)
- Malas Caras (2018)
- Ferrari (2018)
- Sabor a Menta (2018)
- Valentina (2018)
- Ferran Adrià (2019)
- Contigo (Remix) (2019)
- Rip Hoe (2019)
- Té Gusto (2020)
- Un Plan B (2020)
- Un Plan B (Uzzume & Gink Remix) (2020)
- Desde el Día 1 (2020)
- Nuestro Último Baile (2021)
- La Vida Va Bien (2021)
- WAN TUN (2022)
- X2 REAL (2022)
- MASA HUMO (2023)
- SEPTIEMBRE (2023)
- EN EL CANTU (2023)
- PACTO DE FAMILIA (feat. Good Jan) (2023)
- RAFA NAVIDAD (2023)
- Niños del Barrio (Dj Capde & Ruggy Remix) (2024)
- Un bate (2024)